# Mozambiki labdarúgó-válogatott
A mozambiki labdarúgó-válogatott, becenevükön A mambák, Mozambik nemzeti csapata, amelyet a mozambiki labdarúgó-szövetség (portugálul: Federação Moçambicana de Futebol) irányít. Eusebio, akit minden idők egyik legjobb portugál labdarúgójának tartanak, Abel Xavier, aki 2000-es labdarúgó-Európa-bajnokságon bronzérmes lett a portugál válogatottal, illetve Real Madrid egykori edzője, Carlos Queiroz is mozambiki származású.

## Története
A mozambiki labdarúgó-válogatott 1977. december 20-án játszotta első hivatalos mérkőzését Tanzánia ellen, amelyet 2-1-es arányban elvesztett. További négy sikertelen barátságos találkozót az afrikai nemzetek kupája-selejtezőin történt bemutatkozásuk követte. Az 1980. augusztus 10-én megrendezett találkozón Mozambik nemzeti tizenegye - megszerezve első nemzetközi győzelmét - 6-1-es arányban bizonyult jobbnak Lesotho ellenében, így a visszavágón elszenvedett 2-1-es vereség ellenére a következő selejtező fordulóba jutottak, ahol Zaire labdarúgó-válogatottja már túl nagy falatnak bizonyult.
1985. szeptember 15-e a mozambiki labdarúgás történelmének egyik legfontosabb eredményét hozta. Az 1986-os afrikai nemzetek kupája-selejtező második fordulójában a líbiai 2-1-es vereséget követően a Maputóban rendezett visszavágón végig lendületesen futballozva a hazai csapat előbb kiegyenlítette az összeredményt, majd a büntetőpárbajban 4-3-ra legyőzte észak-afrikai riválisát, kiharcolva ezzel a kontinensviadalon való részvételt. A siker ellenére a következő tíz év - főleg az ország belpolitikai helyzetét tükrözve - a mambák vesszőfutásáról szólt: Az 1986-os afrikai nemzetek kupáját rúgott gól nélkül fejezték be és mindhárom csoportmérkőzésüket elveszítették, 1985-1989 között 18 nemzetközi mérkőzésen keresztül képtelenek voltak a pályát győztesként elhagyni. A labdarúgó-világbajnokság selejtezőin történt bemutatkozásuk is kudarcként könyvelhető el, csoportjuk utolsó helyén, egy Gabon ellen elért döntetlennel és három vereséggel zártak.
A belpolitikai viszály lecsendesedése nagy hatással volt a labdarúgóélet következő négy évére, amely mindmáig a mozambiki labdarúgás legfényesebb korszaka volt. 1996-ban és 1998-ban egymás után kétszer jutottak ki a kontinensviadalra és bár azóta ez a bravúr nem sikerült, illetve szereplésük továbbra is eredménytelen maradt (a lejátszott hat csoportmérkőzésen csak Tunézia ellen tudtak egy 1-1-es döntetlent kiharcolni, többit elvesztették), mégis egy polgárháborúk sújtotta, de sportszerető Mozambik arcképét mutatták.

## Nemzetközi eredmények
COSAFA-kupa
- Bronzérmes: 2 alkalommal (1997, 2004)

## Világbajnoki szereplés
- 1930–1978 – Nem indult
- 1982 – Nem jutott be
- 1986 – Nem indult
- 1990 – A FIFA elutasította a nevezést fizetési hiányosságok miatt
- 1994–2018 – Nem jutott be

## Afrikai nemzetek kupája-szereplés
- 1957–1980: Nem indult
- 1982: Nem jutott be
- 1984: Nem jutott be
- 1986: Csoportkör
- 1988 - 1994: Nem jutott be
- 1996: Csoportkör
- 1998: Csoportkör
- 2000 – 2008: Nem jutott be
- 2010: Csoportkör
- 2012: Nem jutott be
- 2013: Nem jutott be
- 2015: Nem jutott be